# 吉尔贝·梅耶尔
吉尔贝·梅耶尔（法語：Gilbert Meyer，1941年12月26日—2020年9月21日），法国政治人物。曾任国民议会议员、科尔马市长等职。

## 生平
1941年生于上莱茵省代瑟奈姆。1982年当选上莱茵省议会议员。1988年至1995年，担任上莱茵省议会副主席。1986年至1992年，担任阿尔萨斯大区议会议员。1993年至2007年，担任国民议会议员。1995年至2020年，担任科尔马市长。2020年9月21日在科尔马逝世。